# Luar na Lubre
Luar Na Lubre es un grupo español de música folk nacido en 1986 en la ciudad de La Coruña y encuadrado en la corriente que ha dado en llamarse "música celta". Luar significa en gallego "resplandor de la luna"; lubre puede traducirse como "bosque sagrado donde los druidas celtas hacían sus rituales".

## Trayectoria
Luar na Lubre fue creado en 1985 en la ciudad de La Coruña por Bieito Romero y fue tejiendo su trayectoria lentamente en el campo musical gallego.
Su estilo ha evolucionado notablemente con los años, adquiriendo con el tiempo una gran sofisticación. En 1996 el músico británico Mike Oldfield incluyó una adaptación del tema O Son do Ar en su álbum Voyager e invitó al grupo a su gira mundial, lo que otorgó a Luar Na Lubre cierta fama internacional.
En 2003 compusieron el tema Memoria da noite en alusión al hundimiento del Prestige.
En 2009 Luar Na Lubre conmemoró su 25 aniversario grabando su primer disco en directo (Ao Vivo) en el Teatro Colón de La Coruña e invitando a músicos como Luz Casal, Pedro Guerra o Diana Navarro. 
En noviembre de 2010 salió a la luz el disco Solsticio, un proyecto centrado en la música medieval y especialmente en la riqueza de la lírica galaico-portuguesa y las influencias del Camino de Santiago. 
En septiembre de 2011 la banda anunció la marcha de Sara Vidal por cuestiones personales y el 3 de noviembre de 2011 la banda presentó a la vocalista Paula Rey en el Teatro Colón. Con ella presentan cinco discos, dos de ellos con DVD grabados en directo: Sons da Lubre nas Noites de Luar con el concierto grabado en directo en Santiago de Compostela en julio de 2012, y Torre de Breoghán, proyecto audiovisual presentado en 2014 en el Palacio de la Ópera de La Coruña, en el que se acompañan por la Orquesta Sinfónica de Galicia para narrar la historia que une Galicia e Irlanda en los escritos del Leabhar Ghabhála, y también la interpretación sinfónica de clásicos del grupo.
En 2016 la formación coruñesa cierra un ciclo con la edición de su trabajo XXX Aniversario en el que, además de recuperar algunos de sus temas menos conocidos, rinden homenaje a Emilio Cao con la interpretación de su tema Fonte do Araño, contando con la colaboración de Ismael Serrano.
En 2018 presentan Ribeira Sacra, un disco que, según afirman, tiene como objetivo poner en valor a través de la música la riqueza histórica, etnográfica, natural y monumental de este territorio. Acompañados por diversos artistas, como Víctor Manuel, SES, la Coral de Ruada, Belém Tajes, Nani García, la asturiana Marisa Valle Roso,  Juan A. Antepazo de Astarot, Irma Macías Suárez, Brais Maceiras, entre otros muchos. Estos dos últimos, Irma (voz) y Brais (acordeón), acompañan actualmente a la formación en la gira de presentación de Ribeira Sacra, que lleva la música, el idioma y la cultura gallega a diferentes lugares de toda Europa, América y Asia.
En 2020 publicaron Vieiras e Vieiros, un nuevo disco con el Camino de Santiago como tema central. El disco incluye 14 nuevas canciones y 14 versiones de temas suyos de discos anteriores, con numerosas colaboraciones como Diana Navarro, Ismael Serrano, Hevia, Miro Casabella, Carlos Jean, la antigua cantante del grupo Sara Vidal o la Orquesta Sinfónica de Bratislava. Además publicaron un videoclip de uno de los temas, "Dum Pater familias", que es el canto de peregrinaje de los más antiguos conservado, que apareció en el Códice Calixtino. El álbum incluye canciones en galego, latín, inglés y francés.
En 2023 participan en el Festival de Música celta de Alcalá de Henares, compartiendo cartel con destacados artistas y bandas como Hevia o Kinnia.

## Componentes
- Cristina López (voz)
- Xan Cerqueiro (flautas)

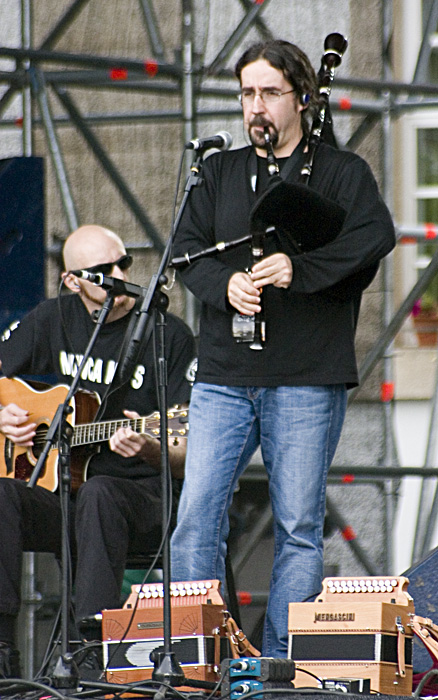
Ensayando antes de un concierto en el Festival de Ortigueira.

- Patxi Bermúdez (bodhran, tambor y djembé)
- Bieito Romero (gaitas, acordeón diatónico y zanfoña)
- Brais Maceiras (acordeón diatónico)
- Nuria Naya (violín)
- Pedro Valero (guitarras)
- Xavier Ferreiro (percusiones latinas y efectos)
- Bieito Romero Diéguez (gaitas

## Instrumentos y voz
Entre los instrumentos que el grupo emplea se encuentran la gaita gallega, la gaita midi, el acordeón diatónico, el violín, flautas y whistles, la guitarra acústica, ocasionalmente la eléctrica, el bouzouki, la pandereta o el bodhrán. 
El grupo tuvo en su historia cinco voces femeninas: en los primeros años Ana Espinosa, posteriormente Rosa Cedrón, la portuguesa Sara Vidal, Paula Rey, Irma Macías  y por último Cristina López.

## Discografía
- O Son do Ar (1988)
- Beira Atlántica (1990): álbum dedicado casi íntegramente a temas folclóricos adaptados: varias muiñeiras, tres danzas y un compendio de jig y reels con aire escocés; además, una canción de cuna escrita por Celso Emilio Ferreiro y con música de Bieito Romero.
- Ara Solis (1993)
- Plenilunio (1997): ocho temas tradicionales adaptados por el grupo y cuatro originales, entre los que destacan la revisión del famosísimo "O Son do Ar" (de Bieito Romero), el clásico del grupo "Tu Gitana", "Pola Ponte de San Xoán" y "Galaecia".
- Cabo do Mundo (1999)
- XV Aniversario (2001)
- Espiral (2002)
- Hai un Paraiso (2004)
- Saudade (2005): recupera poemas de García Lorca dedicados a Buenos Aires, una pandeirada dedicada al Che Guevara, poemas dedicados a los emigrantes, y se cuenta con la colaboración de Pablo Milanés, Emilio Cao, Lila Downs y Adriana Varela. Cabe destacar la incorporación de Sara Vidal como vocalista del grupo, sustituyendo a Rosa Cedrón.
- Camiños da fin da terra (2007): Disco que salió a la venta a finales octubre de 2007, con 14 canciones sobre las sensaciones de mar, tierra y belleza.
- Ao Vivo! (2009): primer álbum en directo, grabado en el Teatro Colón de La Coruña los días 22 y 23 de enero de 2009. Colaboran Luz Casal, Pedro Guerra, Diana Navarro e Ismael Serrano. Publicado como CD+DVD, incluyendo un documental sobre el grupo.
- Solsticio (2010): 15 canciones donde se mezcla la música tradicional de corte profano con la música medieval gallega de marcado carácter religioso. La voz de Sara Vidal se alterna con las colaboraciones de Pat Kilbride, Miro Casabella, Diana Navarro y Xulia Cea.
- Mar Maior (2012): Destaca la incorporación de Paula Rey como nueva vocalista del grupo, sustituyendo a Sara Vidal. El álbum mantiene el binomio entre música tradicional gallega y música medieval galaico-portuguesa, añadiendo al concepto el vínculo entre Galicia e Irlanda a través del Leabhar Gabhála Éireann, el libro de las invasiones de Irlanda, rescatando también textos y melodías irlandesas.
- Sons da lubre nas noites de luar (2012): Caja recopilatoria con 3CD+DVD, que contiene 45 canciones a modo de selección de lo más significativo de su repertorio, siete videoclips y un concierto grabado en directo en la Praza da Quintana de Santiago de Compostela el 31 de julio de 2012.
- Torre de Breoghán (2014): Grabado en directo en el Palacio de la Ópera de La Coruña con la Orquesta Sinfónica de Galicia.
- Extra Mundi (2015): Aparte del habitual folk gallego y melodías de aire celta, el grupo explora el resto de territorios y culturas de la península ibérica a través de canciones tradicionales de Asturias, Castilla, Cataluña o el País Vasco. Paula Rey canta en 5 idiomas diferentes, y es muy destacable la colaboración vocal de la Coral de Ruada en varias de las piezas.
- XXX Aniversario (2016): Selección especial de temas que celebran los 30 años de trayectoria del grupo. Incluye 4 temas regrabados y reversionados.
- Ribeira sacra (2018): Disco dedicado a la región de la Ribeira Sacra ourensana, que recoge canciones tradicionales y sonidos propios de la zona, así como composiciones propias inspiradas en este territorio. Colaboran Víctor Manuel, SES, Coral de Ruada, Nani García, Marisa Valle Roso, Juan A. Antepazo de Astarot. En esta grabación se incorporan a la formación Irma Macías (voz) y Brais Maceiras (acordeón).
- Vieiras e Vieiros. Historias de Peregrinos (2020): Disco dedicado al Camino de Santiago. El 27 de abril se estrenó un adelanto del disco con las canciones Benvido y Mártiros e o Vákner. En la canción Benvido participa Miguel Ríos.
- Luar Na lubre XX. Encrucillada (2023)ː editado en formato libro-disco, "recoge algunos de los temas más emblemáticos de su amplio repertorio, con la participación de diferentes voces que pasaron por el grupo, además de una cronología fotográfica y literaria de su dilatada historia, con los testimonios de más de 60 personalidades de la música, la literatura y el periodismo".[6]